# Gémima Joseph
Pour les articles homonymes, voir Joseph.
Gémima Joseph, née le 17 octobre 2001 à Kourou en Guyane, est une athlète française, spécialiste des épreuves de sprint.

## Biographie

### Formation et carrière junior
Gémima Joseph est entraînée dès les benjamines au club Rou...Kou de Kourou par l'ancienne sprinteuse internationale Katia Benth. Elle décide de rester en Guyane, à Cayenne où elle suit des études de comptabilité et de gestion.
Elle est médaillée de bronze du 200 mètres au Festival olympique de la jeunesse européenne 2017 à Győr puis médaillée d'argent sur la même distance aux Championnats d'Europe d'athlétisme jeunesse 2018 à Győr. Elle participe aux Jeux olympiques de la jeunesse de 2018 à Buenos Aires, terminant cinquième du 200 mètres. Sacrée championne de France junior du 100 mètres et du 200 mètres en 2019, elle est médaillée d'argent du 200 mètres aux Championnats d'Europe juniors d'athlétisme 2019 à Borås

### Carrière sénior
Le 16 juin 2021 à Cergy-Pontoise, Gémima Joseph court le 200 mètres en 22 s 77, obtenant ainsi les minimas pour les Jeux olympiques de Tokyo ; aucune Française n'était allée aussi vite sur cette distance depuis Myriam Soumaré en 2014. Une dizaine de jours plus tard, elle glane sa première médaille nationale en devenant vice-championne de France du 200 m. À Tokyo, elle remplit ses objectifs en se hissant jusqu'en demi-finale du 200 m, finissant à la septième place de la course dans un temps moyen de 23 s 19 mais intègre – avec Carolle Zahi, Orlann Ombissa-Dzangue et Cynthia Leduc dans un temps de 42 s 68 – la finale du relais 4 × 100 m féminin,, lors de laquelle elles échouent cependant à la septième place en 42 s 89.
Elle est médaillée d'argent du relais 4 × 100 mètres aux Jeux méditerranéens de 2022 à Oran.

### Saison 2024
Le 13 avril 2024 à Remire-Montjoly lors des Jeux de Guyane, Gémima Joseph établit le temps de 11 s 04 sur 100 m, améliorant son record personnel et réalisant les minimas de qualification (de 11 s 07) pour le 100 mètres des Jeux olympiques à Paris. Le même jour lors de cette même compétition, elle s'acquitte, au centième, des minimas olympiques sur 200 mètres en portant son record à 22 s 57. 
Médaillée d'argent du relais 4 × 100 m lors des Relais mondiaux 2024 à Nassau, elle participe en juin aux championnats d'Europe à Rome, se classant 6e du 100 m et remportant la médaille d'argent du relais 4 × 100 m en compagnie de Orlann Oliere, Hélène Parisot et Sarah Richard-Mingas.
Le 29 juin 2024 au cours des championnats de France à Angers, elle remporte le titre du 100 m en établissant la quatrième performance française de tous les temps en 11 s 01.

## Décoration
- Médaille d'honneur de l'engagement ultramarin, échelon bronze (2024)[18]

## Palmarès

### International
| Date | Compétition                    | Lieu         | Résultat | Épreuve   | Marque  |
| ---- | ------------------------------ | ------------ | -------- | --------- | ------- |
| 2018 | Championnats d'Europe cadets   | Gyor         | 2e       | 200 m     | 23 s 60 |
| 2018 | Jeux olympiques de la jeunesse | Buenos Aires | 5e       | 200 m     | 23 s 77 |
| 2019 | Championnats d'Europe juniors  | Borås        | 2e       | 200 m     | 23 s 60 |
| 2021 | Championnats d'Europe espoirs  | Tallinn      | 3e       | 200 m     | 22 s 97 |
| 2022 | Jeux méditerranéens            | Oran         | 2e       | 4 x 100 m | 44 s 63 |
| 2022 | Championnats d'Europe          | Munich       | finale   | 4 x 100 m | DNF     |
| 2023 | Championnats d'Europe espoirs  | Espoo        | 2e       | 4 x 100 m | 43 s 39 |
| 2024 | Relais mondiaux                | Nassau       | 2e       | 4 × 100 m | 42 s 75 |
| 2024 | Championnats d'Europe          | Rome         | 6e       | 100 m     | 11 s 08 |
| 2024 | Championnats d'Europe          | Rome         | 2e       | 4 × 100 m | 42 s 15 |
| 2024 | Jeux olympiques                | Paris        | 4e       | 4 × 100 m | 42 s 23 |

### National
| Date | Compétition            | Lieu   | Résultat | Épreuve | Marque  |
| ---- | ---------------------- | ------ | -------- | ------- | ------- |
| 2021 | Championnats de France | Angers | 2e       | 200 m   | 23 s 37 |
| 2024 | Championnats de France | Angers | 1re      | 100 m   | 11 s 01 |

## Records
| Épreuve | Temps              | Lieu            | Date          |
| ------- | ------------------ | --------------- | ------------- |
| 100 m   | 11 s 01 (+1,1 m/s) | Angers          | 29 juin 2024  |
| 200 m   | 22 s 57            | Remire-Montjoly | 13 avril 2024 |